# Fercé-sur-Sarthe
Fercé-sur-Sarthe település Franciaországban, Sarthe megyében. Lakosainak száma 577 fő (2022. január 1.). Fercé-sur-Sarthe Chemiré-le-Gaudin, Noyen-sur-Sarthe, Pirmil, Maigné, La Suze-sur-Sarthe és Saint-Jean-du-Bois községekkel határos.

## Népesség
A település népességének változása:
| Lakosok száma | 593  | 583  | 596  | 593  | 598  | 593  | 588  | 580  | 577  |
|               | 2013 | 2015 | 2016 | 2017 | 2018 | 2019 | 2020 | 2021 | 2022 |